# اسکوهیگان (مین)
اسکوهیگان (به انگلیسی: Skowhegan) یک منطقهٔ مسکونی در ایالات متحده آمریکا است که در شهرستان سامرست، مین واقع شده‌است. اسکوهیگان ۱۵۶٫۶۲ کیلومتر مربع مساحت و ۸٬۵۸۹ نفر جمعیت دارد و ۶۸ متر بالاتر از سطح دریا قرار دارد.